# Paulina Porizkova
 (mars 2023).
Paulina Porizkova, (en tchèque : Pavlína Pořízková, prononcé [ˈpavliːna ˈpor̝iːskovaː]), née le 9 avril 1965 à Prostějov (Tchécoslovaquie), est un mannequin et une actrice tchéco-suédo-américaine.

## Biographie

### Enfance
Née à Prostějov, en Tchécoslovaquie, Paulina Porizkova est encore une enfant lorsque ses parents quittent le pays en 1968, fuyant l'invasion des troupes du pacte de Varsovie conséquemment au Printemps de Prague. Ils gagnent Lund, en Suède, en laissant la jeune Paulina sous la garde de sa grand-mère en Tchécoslovaquie, en croyant que leur fille pourrait émigrer plus tard.
Toutefois, les autorités tchécoslovaques ne permettent pas ce départ, et la bataille juridique qui s'ensuit pour la famille est largement médiatisée en Suède, faisant d'elle une cause célèbre. Après une tentative de sauvetage avortée, dans laquelle sa mère est arrêtée par la police, la pression politique menée par le ministre d'État suédois Olof Palme amène le gouvernement communiste à laisser la famille Porizkova se retrouver, après sept années de séparation. Paulina Porizkova acquiert la nationalité suédoise. Pourtant, rapidement après, ses parents se séparent. Son père part ; elle en est d'ailleurs toujours éloignée aujourd'hui.
La famille fait alors face à des difficultés financières, et la jeune fille et son frère - Jáchym Pořízek, né en Tchécoslovaquie lors de l'arrestation de sa mère - sont parfois obligés de voler du pain pour avoir quelque chose à manger.

### Carrière

#### Mannequinat
En 1980, un ami photographe en herbe prend des photos de Paulina Porizkova et les envoie à l'agence de mannequins Elite Model Management, en espérant qu'on l'engagerait lui, pour ses compétences en matière de photographie. Cependant, au lieu de porter son attention sur lui, un directeur d'Elite, John Casablancas, remarque le potentiel de la jeune Paulina Porizkova et lui offre un billet pour Paris. Elle mesure 1,80 m, une taille idéale pour un mannequin.
Sa notoriété progresse rapidement dans le milieu parisien au cours des années 1980, et sa renommée se répand bientôt aux États-Unis où elle pose en maillot de bain pour le magazine Sports Illustrated. Elle apparaît également sur la couverture du Sports Illustrated Swimsuit Issue en 1984 et de nouveau en 1985 (sa première apparition en tant que mannequin dans le magazine date de en 1983). Elle apparaît sur la couverture du magazine Playboy en août 1987, et pour un calendrier en maillot de bain (non-nu). Les deux calendriers publiés en 1988 et 1989 et conçus par le photographe Marco Glaviano se vendent à des centaines de milliers d'exemplaires.
Elle est choisie à deux reprises par le magazine People comme l'une des cinquante plus belles personnalités dans le monde, en 1990 et 1992. La revue Harper's Bazaar la nomme parmi les dix plus belles femmes du monde en 1992. American Photo, dans son premier numéro déclare qu'elle est le mannequin des années 1980. Elle apparaît sur les couvertures de nombreux magazines à travers le monde durant les années 1980 et 1990, y compris dans Vogue, Elle, Harper's Bazaar, Self, Cosmopolitan et Glamour. Elle apparaît aussi dans la publicité pour la boisson « Sprite Zero ». Elle fait la couverture de Cosmopolitan pour le vingtième anniversaire du magazine, en novembre 1985.
En 1988, Paulina Porizkova gagne le contrat de mannequin le mieux rémunéré de l'année : six millions de dollars avec les produits cosmétiques Estée Lauder Inc., remplaçant le mannequin Willow Bay. Dans les années 1980, la stratégie d'Estée Lauder Inc. est de s'éloigner de l'ancienne génération de femmes afin de cibler les jeunes citadines, des femmes actives professionnellement. C'est à partir de photographies en maillot de bain que la société transforme radicalement l'image de Paulina Porizkova, qui reste jusqu'en 1995 l'égerie de la marque.
Ses photos apparaissent dans le livre-photo de Marco Glaviano Models and Sirens (Des Modèles et des Sirènes), ainsi que dans celui de Patrick Demarchelier Fashion Photography (Photographie de Mode) dont elle fait la couverture. Ce dernier comprend quelques-unes des photos faites en maillot de bain pour le magazine Life, datant de plusieurs années. Elle apparaît également dans le livre Women (Femmes), par Herb Ritts.
Après avoir donné naissance à son premier enfant en 1993, Paulina Porizkova consacre de moins en moins de temps au mannequinat  et commence à s'intéresser aux films indépendants. Elle ne tarde pourtant pas à obtenir un nouveau contrat avec la marque Escada. Début 2001, elle est présentatrice d'une émission de télévision américaine sur la chaîne E!, qui appartient au réseau Style Channel.

#### Télévision
Elle fait partie du panel des juges du programme télévisé America's Next Top Model des dixième, onzième et douzième (février-mai 2008, septembre-novembre 2008 et mars-mai 2009) saisons de l'émission, remplaçant le mannequin Twiggy. Le principe est de sélectionner dans une série d'émissions hebdomadaires un mannequin et de lui offrir une chance de percer dans le milieu du mannequinat. Elle continue à mener régulièrement les évaluations hebdomadaires de America's Next Top Model jusqu'à ce qu'elle a annonce avoir été congédiée au cours d'une apparition au talk-show The Late Late Show with Craig Ferguson, sur CBS, le 12 mai 2009. Elle participe au printemps 2007 au programme télévisé Dancing with the Stars (qui consiste à apprendre à danser à une personnalité, sur une série d'émissions éliminatoires), mais elle est éliminée dès la première émission, diffusée le 27 mars 2007.
Elle participe à l'émission satirique The Colbert Report le 18 avril 2007. Elle apparaît dans un épisode de la série comique Head Case, diffusé le 24 avril 2009. En janvier 2010, elle joue le rôle de Clarissa, dans le soap opéra de la chaîne CBS As the World Turns. La même année, elle joue dans le dix-septième épisode de la sixième saison de la série télévisée Desperate Housewives, où elle interprète son propre rôle.

#### Cinéma
La première apparition de Paulina Porizkova dans un film (Portfolio) est en réalité un faux documentaire de 1983, qui intervient dans le cadre de sa carrière de mannequin. Elle a seulement dix-sept ans et laisse transpirer une certaine maturité qui lui vaut de devenir la « cover-girl » du film (de faire la couverture). Elle apparaît dans le film de 1987 Anna (dont la vedette est Sally Kirkland) et reçoit de bonnes critiques des lecteurs du magazine Vogue. Son rôle le plus connu à ce jour date de 1989, où elle tient l'affiche du film Son alibi avec Tom Selleck (dont la rumeur veut qu'il ne s'entendait pas avec elle). Toutefois, elle est sélectionnée aux Razzie Awards (dixième édition) en tant que « pire actrice ».
Elle apparaît dans le film d'Emir Kusturica Arizona Dream, avec Johnny Depp et Jerry Lewis, dans le rôle mineur de la jeune fiancée polonaise de ce dernier. Elle apparaît également dans le film C'est pas mon jour ! (Thursday), en 1998. Elle écrit et réalise le film Roommates (Colocataires). En 2004, elle joue dans la comédie romantique, Amour, amitié et petites infidélités (un film aux États-Unis, un téléfilm en France), mais refuse de tenir le rôle d'une James Bond girl dans le film GoldenEye (1995) : en effet, elle touchait alors en tant que mannequin un cachet plus important et ne voulait pas s'éloigner de sa famille pendant la durée du tournage.

## Filmographie
- 1983 : Portfolio : Elite Model
- 1984 : Covergirl
- 1987 : Saturday Night Live (série télévisée) : plusieurs rôles
- 1987 : Anna : Krystyna
- 1989 : Her Alibi : Nina Lonescu
- 1993 : Arizona Dream : Millie
- 1995 : Ned and Stacey (série télévisée) : Alexa Miroslav
- 1996 : Female Perversions : Langley Flynn
- 1996 : Wedding Bell Blues : Tanya Touchev
- 1998 : C'est pas mon jour ! (Thursday) : Dallas
- 1998 : Long Time Since : Diane Thwaite
- 2000 : Dans les griffes de la mode (The Intern) : Chi Chi Chemise
- 2000 : Liés par le crime (Partners in Crime) : Wallis P. Longsworth
- 2000 : Talk to Me (série télévisée) : Teresa
- 2000 : After the Rain : Ellen Maxfield
- 2001 : Dark Asylum : Maggie
- 2001 : Roomates : Eliza
- 2002 : Au plus près du paradis : Mary Rafelson
- 2002 : People I Know : Dr Anna Fahri
- 2003 : Essential Music Videos: Hits of the '80s (court métrage) : The Girl
- 2004 : Second Best : Allison
- 2004 : Knots : Lily Kildear
- 2009-2010 : As the World Turns (série télévisée) : Clarissa
- 2010 : Desperate Housewives (série télévisée) : elle-même
- 2011 : Are We There Yet? (série télévisée) : Katrina
- 2012 : Jane by Design (série télévisée) : elle-même
- 2015 : Les Mystères de Laura (The Mysteries of Laura) (série télévisée) : Charlotte Bernice
- 2016-2017 Nightcap (série télévisée) : Ana

## Écriture
Paulina Porizkova est coauteur avec Joanne Russell d'un livre pour enfants, Les Aventures de Ralphie le cafard (The Adventures of Ralphie the Roach)  (ISBN 978-0-385-42402-8), illustré par son beau-fils Adam Ocasek et publié en septembre 1992. En 2007, elle publie son premier roman, A Model Summer (Un été de mannequin, Modellsommar en suédois ;  (ISBN 978-1-4013-0326-6)), en 2007. Le livre raconte l'histoire d'une jeune fille suédoise de quinze ans (Jivina) choisie par un agent de mannequins, pour passer un été à travailler à Paris, en 1980.
Elle est actuellement blogueuse pour le site Modelinia et The Huffington Post.

## Vie privée
Le 23 août 1989, Paulina Porizkova épouse Ric Ocasek, le chanteur du groupe de rock The Cars. Ils s'étaient rencontrés en 1984 lors du tournage du vidéoclip « Drive », réalisé par Timothy Hutton et dans lequel elle est la vedette. Elle n'a alors que dix-neuf ans et Ric Ocasek est déjà marié. Le couple a ensemble deux enfants.
Elle est le sujet de la chanson Friends of P, du groupe The Rentals, sur leur album sorti en 1995. Écrite par le chanteur Matt Sharp, elle est présente sur l'album Return of the Rentals.

## Sources
- (en) Cet article est partiellement ou en totalité issu de l’article de Wikipédia en anglais intitulé « Paulina Porizkova » (voir la liste des auteurs).